# Casa Grande (Braga)

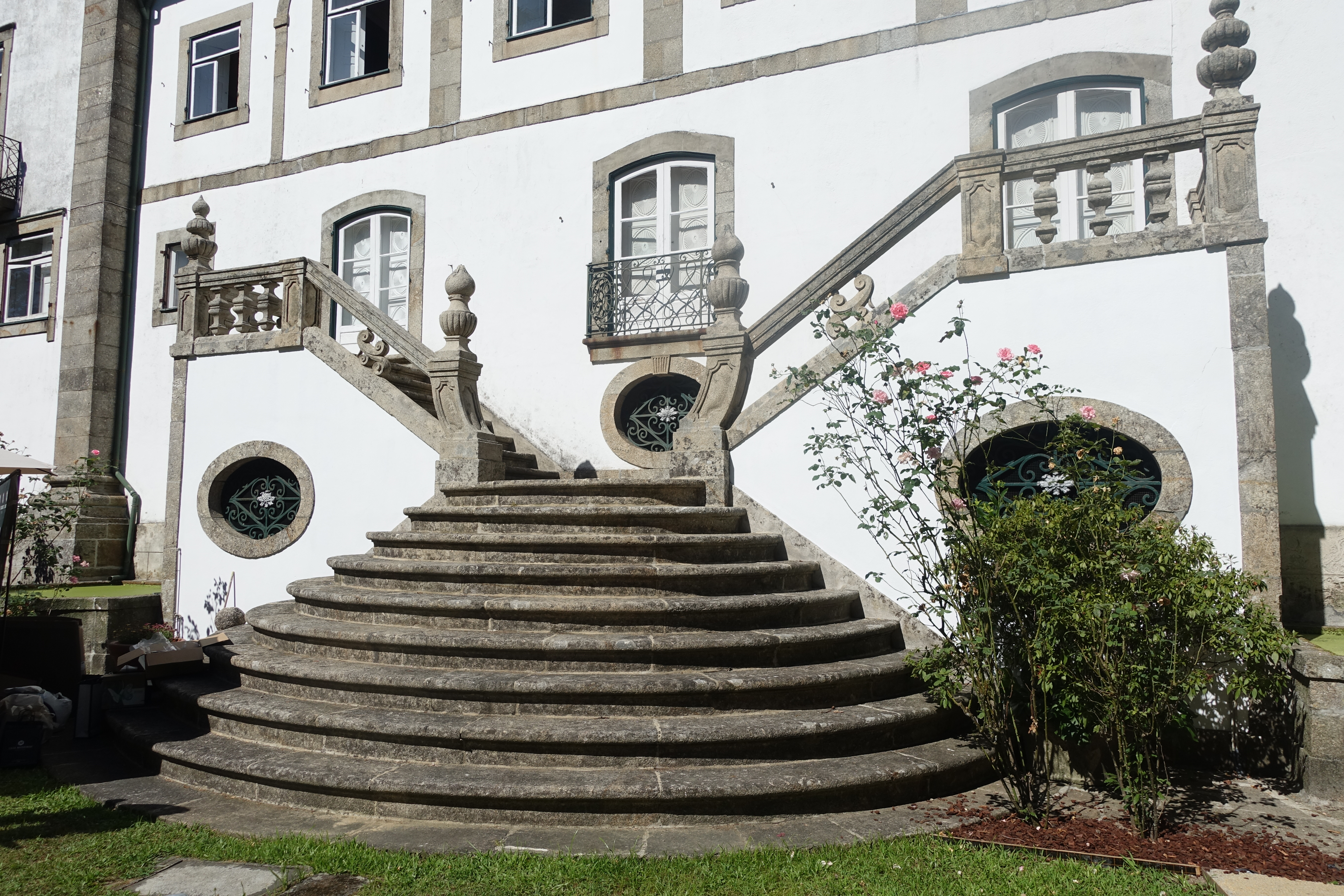
Fachada posterior

A Casa dos Cunha Reis, também referida como Casa Grande, localiza-se na freguesia de Braga (Maximinos, Sé e Cividade), cidade e município de Braga, distrito do mesmo nome, em Portugal.
Encontra-se classificada como Imóvel de Interesse Público desde 1977.

## História
Foi erguida a partir do século XVIII no chamado "Campo das Hortas", constituindo-se numa das diversas marcas de poder que, ao longo dos séculos, os deões da Sé de Braga imprimiram à cidade. Foi seu impulsionador D. António Alexandre da Cunha Reis da Mota Godinho que adquiriu esta propriedade, onde fez edificar o imóvel que hoje conhecemos e que foi considerado, à época, como uma das mais significativas construções da zona extramuros de Braga.
A sua família, ligada ao comércio do vinho, e os próprios cargos por si desempenhados (Deão do cabido da Sé, vigário capitular, governador temporal do arcebispado, cavaleiro da Ordem de Cristo, Senhor da Quinta da Vacaria), permitiram-lhe ostentar o seu poderio (económico, político e religioso) através da arquitetura.
O brasão, patente no frontão triangular que remata o edifício é, no entanto, posterior, tendo aí sido colocado por seu irmão, Joaquim Jerónimo, herdeiro da casa por morte do deão, em 1834.
A Casa Grande continua a pertencer à mesma família, sendo o atual proprietário António da Cunha Reis.

## Características
Constitui-se em uma casa apalaçada (solar), dividida internamente em dois pavimentos.